# Rivista italiana di onomastica
La Rivista italiana di onomastica (RIOn) è una rivista accademica con sede a Roma.
Fondata nel 1995 e diretta da Enzo Caffarelli, diffonde e valorizza gli studi italiani riguardanti tutti i campi dell'onomastica, con particolare riguardo agli ambiti di contatto tra le scienze linguistiche, letterarie e filologiche e altre discipline.